# Shoreditch (metrostation)
Shoreditch is een gesloten station dat onderdeel was van de Londense metro aan de East London Line.

## Geschiedenis
Shoreditch werd in 1869 geopend als eindpunt van de East London Railway. Het traject tussen Shoreditch en Liverpool Street werd 16 jaar later in 1885 opgeheven. Op 31 maart 1913 sloot het station zich aan bij de Londense metro. Het station is nog drie jaar gesloten gebleven, vanwege de renovatie van de East London Line.

## Het gebruik van het station
Voor de sluiting van het station in 2006 telde Shoreditch mee als een van de minst gebruikte metrostations over het netwerk. Per dag reisden er 1130 passagiers via het station. Het gevolg van het lage aantal reizigers was een korte openingstijd. In de jaren 90 was het station alleen nog toegankelijk voor spitsuren op werkdagen.

## Traject

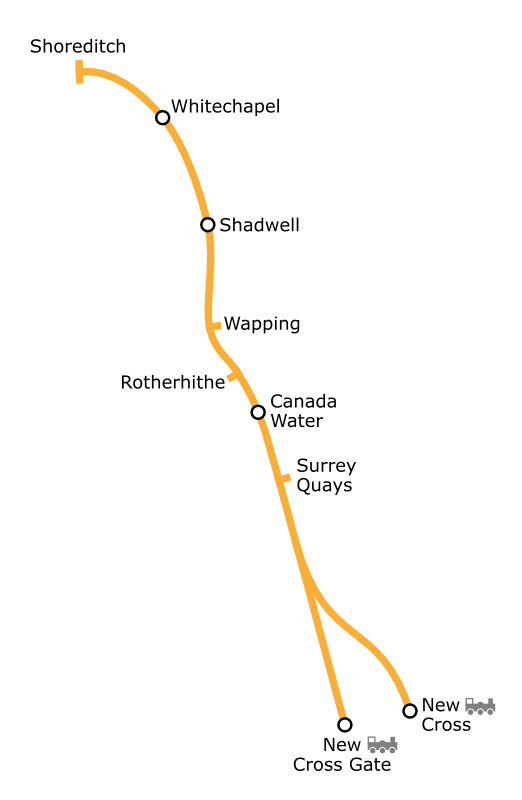
Traject voor de sluiting in 2006

## Sluiting
Op 9 juni 2006 is Shoreditch definitief gesloten voor publiek en reizigers. Sinds april 2010 kunnen reizigers gebruikmaken van het nieuwe station Shoreditch High Street, dat bediend wordt door de London Overground. Tussen 2006 en 2010 reed er een vervangende busdienst tussen Whitechapel en Shoreditch.

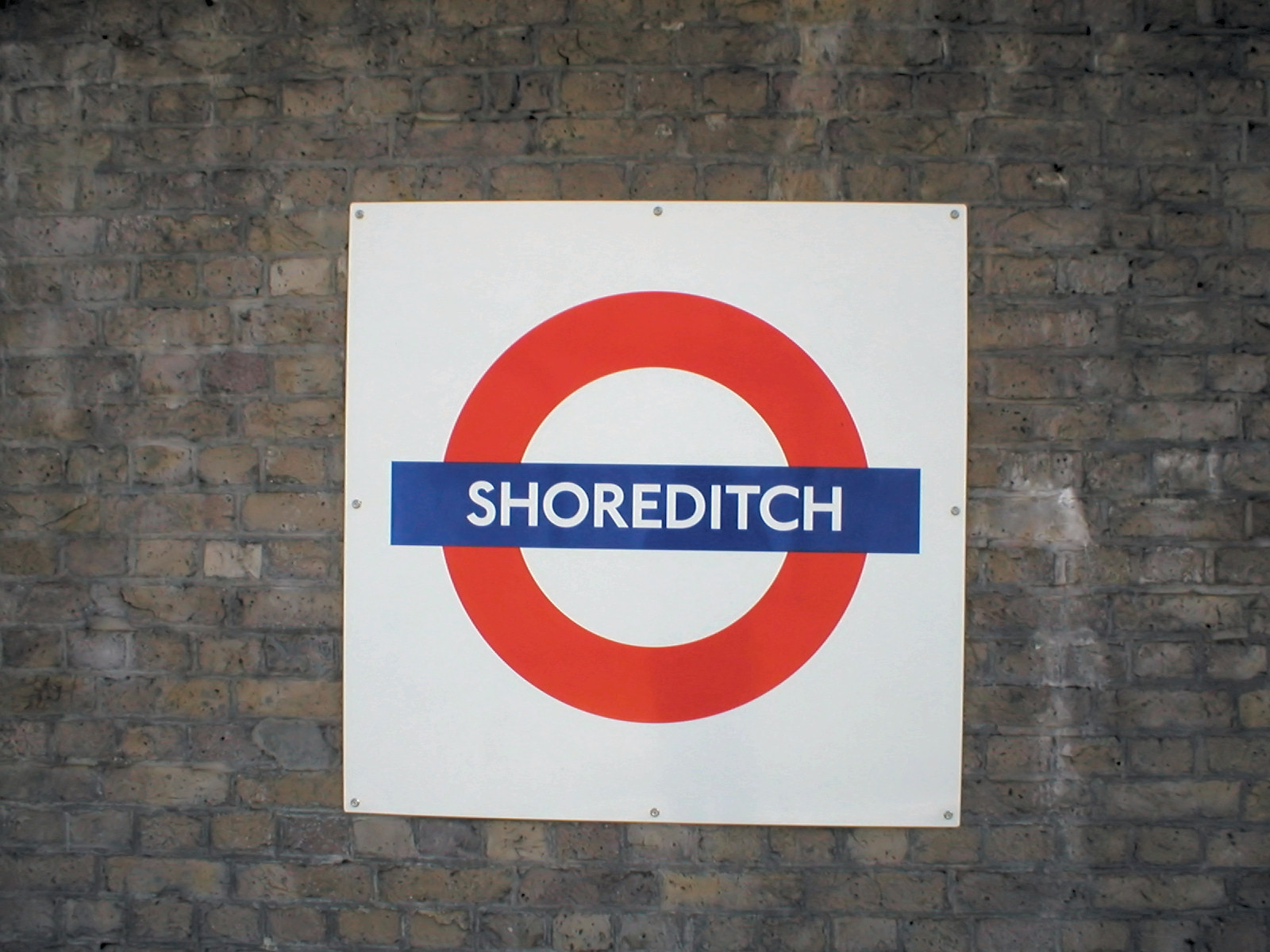
Shoreditch in het logo van de metro

## Fotogalerij

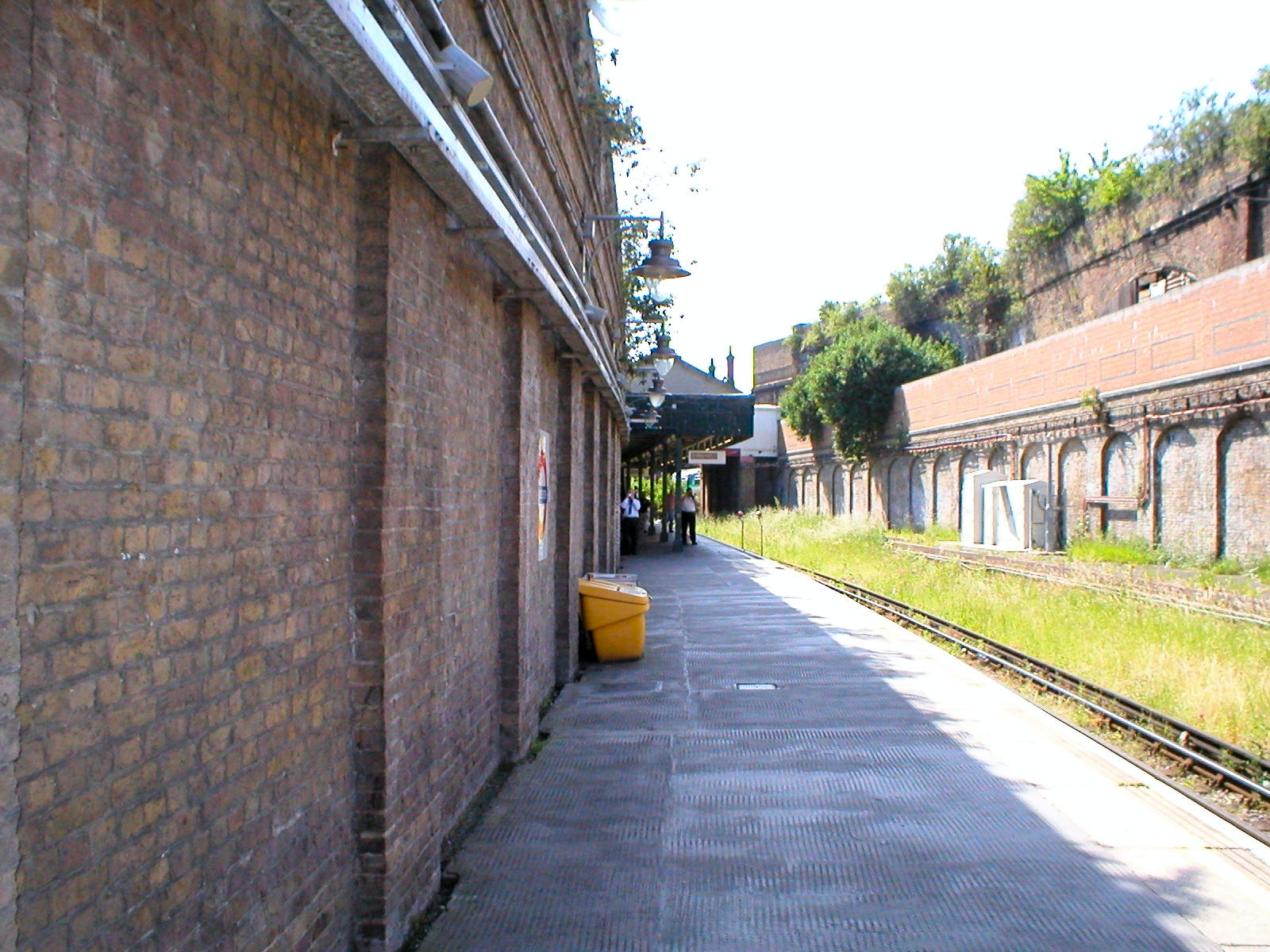
Het enige perron van het station
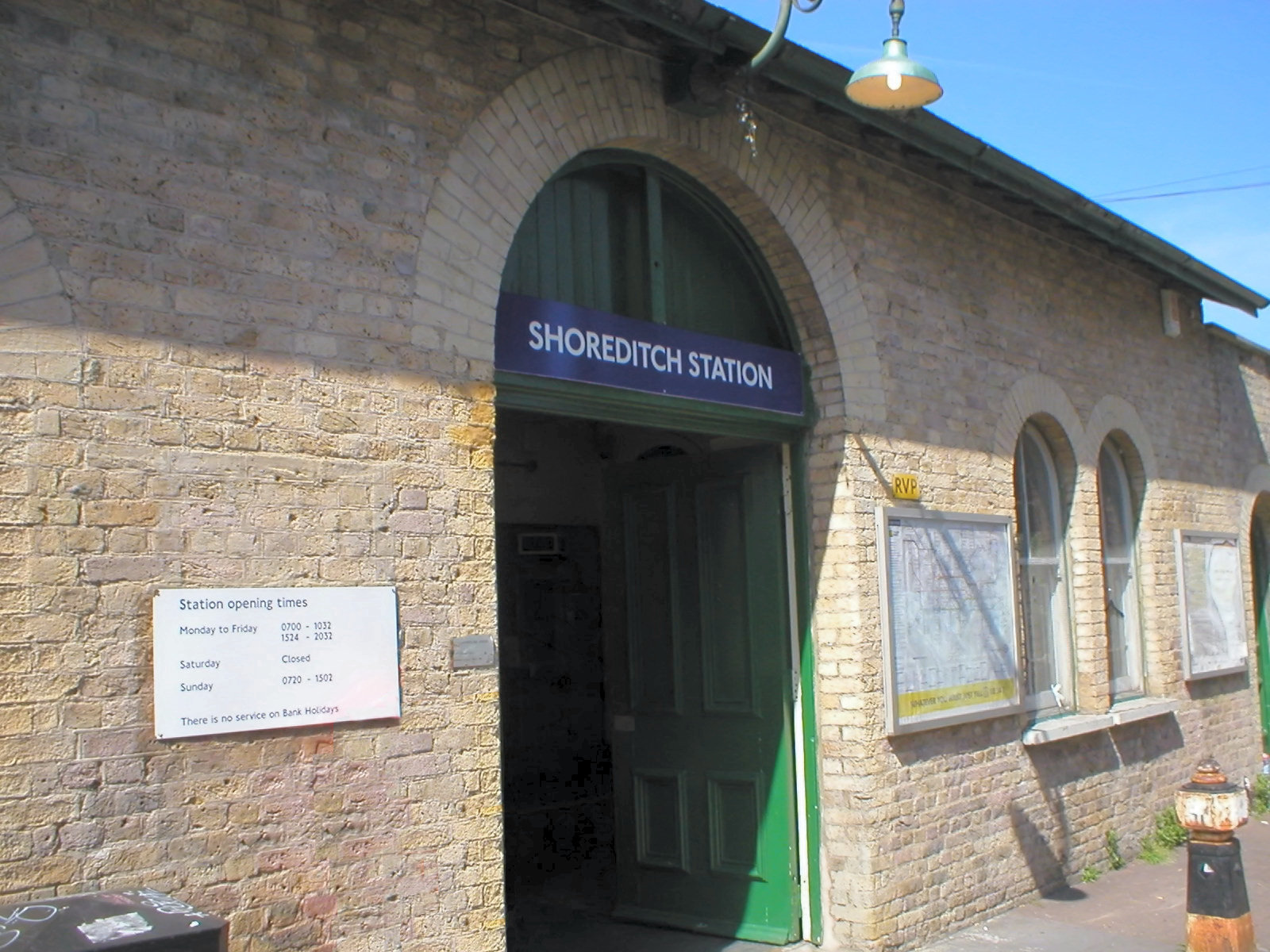
De ingang van het station een paar dagen voor de sluiting

Shoreditch · Whitechapel · Shadwell · Wapping · Rotherhithe · Canada Water · Surrey Quays · New Cross · New Cross Gate 